# Anton Glaninger
Anton Glaninger (* 5. März 1888 in Scharlreith, Ybbs an der Donau; † 9. März 1954 in Loosdorf) war ein österreichischer Landwirt und Politiker (ÖVP). Glaninger war von 1945 bis 1949 Abgeordneter zum Landtag von Niederösterreich.
Glaninger besuchte die Handelsschule und die Ackerbauschule und erwarb 1912 einen landwirtschaftlichen Betrieb mit Milchhandel in Loosdorf. Zwischen 1914 und 1918 leistete er seinen Militärdienst ab und geriet in russische Kriegsgefangenschaft. Glaninger eröffnete 1923 eine Molkerei und war Funktionär in landwirtschaftlichen Genossenschaften. Ihm wurde der Berufstitel Ökonomierat verliehen. 
Zwischen 1934 und 1938 war Glaninger Bezirksführer der Vaterländischen Front. Nach dem Zweiten Weltkrieg vertrat er die ÖVP vom 12. Dezember 1945 bis zum 5. November 1949 im Niederösterreichischen Landtag. 
In Loosdorf erinnert die Anton-Glaninger-Straße an sein Wirken.